# Pauridiantha pyramidata
Pauridiantha pyramidata är en måreväxtart som först beskrevs av Kurt Krause, och fick sitt nu gällande namn av Cornelis Eliza Bertus Bremekamp. Pauridiantha pyramidata ingår i släktet Pauridiantha och familjen måreväxter. Inga underarter finns listade i Catalogue of Life.